# Pomigliano d'Arco
Pomigliano d'Arco és un municipi italià, situat a la regió de Campània i a la Ciutat metropolitana de Nàpols. L'any 2019 tenia 39.242 habitants.